# Bacopa sessiliflora
Bacopa sessiliflora là một loài thực vật có hoa trong họ Mã đề. Loài này được (Benth.) Edwall mô tả khoa học đầu tiên năm 1897.